# Fatah-Hamas-Konflikt
Der Fatah-Hamas-Konflikt (arabisch النزاع بين فتح وحماس, DMG an-Nizāʿ baina Fatḥ wa-Ḥamās), auch bekannt als Palästinensischer Bürgerkrieg (الحرب الأهلية الفلسطينية, DMG al-Ḥarb al-ahliyyat al-filisṭīniyya) oder Konflikt der Brüder (صراع الإخوة, DMG Ṣirāʿ al-Iḫwa) ist ein Konflikt zwischen den beiden stärksten palästinensischen Fraktionen, der weltlichen Partei Fatah (Mitglied der PLO) und der sunnitisch-islamistischen Terrororganisation Hamas.
Der Konflikt begann 2006 und führte 2007 zu einer faktischen Teilung der Palästinensischen Autonomiegebiete, die bis heute andauert. Mehrere Versuche, den Konflikt beizulegen und die beiden Territorien durch eine Einheitsregierung wiederzuvereinen (zuletzt im Oktober 2017), waren bisher nur auf dem Papier erfolgreich.

## Entstehung
Die PLO und ihre stärkste Fraktion, die Fatah, die jahrzehntelang erfolgreich einen Absolutheitsanspruch auf die Vertretung palästinensischer Interessen erhoben hatte, begann nach der Jahrtausendwende schrittweise an Macht und Einfluss zu verlieren. Zur erfolgreichsten Opposition entwickelte sich die aus der ägyptischen Muslimbruderschaft hervorgegangene islamistische Hamas, die sich nach außen hin dem unbedingten Kampf gegen Israel verpflichtete und nach innen hin mit einer Reihe von sozialen Projekten Anerkennung innerhalb der palästinensischen Bevölkerung erlangte. Während der ersten Intifada beeindruckte die Hamas einen Teil der Palästinenser durch ihre radikale Ablehnung jedweder Verhandlungen mit Israel. Trotz des gemeinsamen Kampfes kam es schon damals zu ersten Zerwürfnissen mit der PLO.
Die Hamas profitierte zudem davon, dass die von der Fatah kontrollierte Palästinensische Autonomiebehörde und ihre Sicherheitskräfte besonders bei verarmten Bevölkerungsschichten wegen ihrer Korruption und willkürlichen Verhaftungen und Folterungen ihr Ansehen verloren hatte. Der Tod der palästinensischen Identifikationsfigur Jassir Arafat im Jahr 2004 und die Niederlage der Fatah bei den Wahlen zum palästinensischen Legislativrat im Jahr 2006 waren weitere Eckpunkte des Machtverlustes der PLO.

## Der Konflikt

### Erste Kampfhandlungen
Am 15. Dezember 2006 brachen im Westjordanland Kämpfe aus, nachdem palästinensische Sicherheitskräfte während einer Hamas-Demonstration in Ramallah das Feuer eröffnet hatten. Die Hamas beschuldigte die Fatah, einen Mordanschlag auf den palästinensischen Premierminister und Hamas-Politiker Ismail Haniyya verübt zu haben. In den folgenden blutigen Zusammenstößen wurden kurz danach mindestens 20 Personen verwundet. Die Kämpfe setzten sich im Dezember 2006 und Januar 2007 im Gazastreifen weiter fort. Verschiedene Waffenruhen scheiterten und wurden immer wieder von gewalttätigen Zwischenfällen unterbrochen. Im Februar 2007 trafen sich die palästinensischen Rivalen im saudi-arabischen Mekka und erreichten ein Abkommen zum Waffenstillstand. Dennoch kam es weiterhin zu kleineren Zwischenfällen im März und April 2007. Mehr als 90 Personen wurden in diesen ersten Monaten getötet.

### Zweite Kampfhandlungen
Mitte Mai 2007 nahmen die Kampfhandlungen insbesondere im Gazastreifen weiter zu. In weniger als 20 Tagen wurden mehr als 50 Palästinenser getötet. Führer beider Seiten versuchten, die Kämpfe mit Dutzenden Waffenstillständen zu beenden, doch keiner von ihnen hielt mehr als ein paar Tage. In die Kämpfe verwickelt waren zunehmend auch Milizen lokaler Clanführer und teilweise autonom agierende, radikale Splittergruppen. Obwohl die Fatah und die von ihnen kontrollierten Sicherheitskräfte der Autonomiebehörde zahlenmäßig überlegen waren, zeichnete sich bereits im Vorfeld der folgenden Eskalation ab, dass die Hamaskämpfer über eine bessere Kampfausbildung und Disziplin verfügten.

### Hamas übernimmt die alleinige Kontrolle im Gazastreifen
Während viertägiger bürgerkriegsähnlicher Kämpfe übernahm die Hamas die Kontrolle über den Gazastreifen. Zahlreiche Fatahkämpfer flohen, wurden gefangen genommen oder getötet. Die israelische Regierung schloss als Antwort auf die Gewalt alle Grenzübergänge nach Gaza. Mindestens 116 Menschen kamen während der Kämpfe ums Leben.

### Auflösung der Regierung der Nationalen Einheit
Zeitgleich eskalierte auch im Westjordanland die Gewalt zwischen den verfeindeten Organisationen. Anders als im Gazastreifen konnte die Fatah hier jedoch die Oberhand über die Hamas gewinnen. Am 14. Juni gab der Palästinensische Präsident Mahmoud Abbas die Auflösung der aktuellen Einheitsregierung bekannt und erklärte den Ausnahmezustand. Premierminister Ismail Haniyya wurde entlassen und Abbas erklärte sich auf Grundlage eines Präsidentendekrets übergangsweise zum Regierungschef. Der Sprecher der Hamas, Sami Abu Zuhri, erklärte daraufhin die Entscheidung von Präsident Abbas für „praktisch wertlos“, da Haniyya der Kopf der Regierung bleibe, selbst wenn sie vom Präsidenten aufgelöst worden sei. Das Resultat ist eine bis heute andauernde De-facto-Zweiteilung der Palästinensischen Autonomiegebiete in die Herrschaftsbereiche der Fatah und Hamas.
Am 20. Juni erklärte der Führer der Hamas, Mahmud az-Zahar, dass der fortlaufende Versuch der Fatah, die Hamas im Westjordanland zu entwurzeln, zu ihrem Untergang führen werde. Wenn man ihn fragen würde, ob der Widerstand der Hamas gegen die Fatah die Form von Angriffen und Selbstmordattentaten annehmen würde, wie sie von der Hamas gegen Israel praktiziert würden, so würde er es nicht verneinen.

### Gazakonflikt 2009 und Folgen
Während der israelischen Operation Gegossenes Blei im Gazastreifen kam es Berichten der palästinensischen Menschenrechtsorganisation PHCR zufolge zu Folterungen und Ermordungen von vermeintlichen pro-israelischen Kollaborateuren und Spionen durch die Hamas. Darunter befanden sich auch Fatah-Anhänger. Mindestens 30 Palästinenser kamen dabei ums Leben. Nach dem Ende der Operation führten Hamas und Fatah auf Initiative Ägyptens hin Verhandlungen über eine Wiederaufnahme der nach dem Kampf um Gaza beendeten Zusammenarbeit. Der Chef der fatahnahen und von Mahmud Abbas ernannten palästinensischen Regierung, Salam Fayyad, war am 7. März zu diesem Zweck zurückgetreten. Die Verhandlungen scheiterten jedoch. Als Reaktion darauf ernannte Abbas am 20. Mai erneut eine Übergangsregierung ohne Hamas mit Fayyad als Ministerpräsident. Dieser Schritt wurde jedoch nicht nur von der Hamas, sondern auch von Teilen der Fatah abgelehnt. Am 31. Mai starben bei einem Feuergefecht zwischen Fatah-nahen Polizisten und Hamas-Aktivisten im Westjordanland sechs Menschen, darunter ein Zivilist.
Im August 2009 fand ein Parteikongress der Fatah statt, für den Israel auch im Libanon und in Syrien lebenden Fatah-Mitgliedern und sogar verurteilten Terroristen eine Einreisegenehmigung erteilte. Es war der erste dieser Art auf palästinensischem Boden seit über 20 Jahren. Abbas sprach sich für eine friedliche Zwei-Staaten-Lösung aus und nannte die Hamas in seiner Eröffnungsrede „Prinzen der Finsternis“. Er kritisierte sie dafür, dass sie rund 400 Fatahmitgliedern aus dem Gazastreifen die Teilnahme am Kongress verweigert hätten. Die Hamas reagierte auf Überlegungen des Palästinenserpräsidenten Mahmud Abbas, als Reaktion auf die festgehaltenen Fatah-Mitglieder Finanzhilfen für den Gazastreifen zu kürzen, mit Drohungen: Dies würde zu einem „Wiedererstarken von Plünderungen und Erpressungen im Westjordanland“ führen.

### Energiekonflikt
Im Jahr 2010 erwirkte die palästinensische Übergangsregierung, dass sie die Kontrolle über die Dieseltreibstofflieferungen in den Gazastreifen erhält, die bisher von Israel gesteuert wurde. Die dafür nötigen Gelder, die die EU bisher an Israel überwies, fließen seitdem der von der Fatah kontrollierten palästinensischen Autonomiebehörde im Westjordanland zu und werden seitdem als Druckmittel benutzt. Im Gazastreifen kommt es täglich zu stundenlangen Stromausfällen, da die Autonomiebehörde einen großen Teil der wöchentlichen Öllieferungen zurückhält. Sie fordert von der Hamas, Stromgebühren von der Bevölkerung des Gazastreifens einzuziehen und ins Westjordanland zu überweisen.

### Versöhnungsversuche und weitere Konflikte
Anfang Mai 2011 unterschrieb Ismail Haniyya (Hamas) gemeinsam mit Mahmud Abbas in Kairo ein Versöhnungsabkommen, das eineinhalb Jahre zuvor die ägyptische Führung in Auftrag der Arabischen Liga aufgesetzt hatte. Beide Fraktionen planten vor der Parlamentswahl 2012 eine gemeinsame Übergangsregierung zu bilden. Palästinensische Politikexperten führten diesen Schritt auf die arabischen Aufstände seit Beginn des Jahres 2011 zurück. Das ägyptische Außenministerium kündigte daraufhin an, den Grenzübergang bei Rafah dauerhaft zu öffnen und so die Blockade des Gazastreifens zu beenden. Eine Aussöhnung der beiden Parteien blieb jedoch aus. Tatsächlich setzte sich der Konflikt zwischen Fatah und Hamas auch im Jahr 2012 fort, die sich gegenseitig vorwarfen, gegen Absprachen zu verstoßen und eine Einigung zu torpedieren. Die Hamas erklärte, eine von der Fatah im Juli angekündigte Kommunalwahl zu boykottieren und in ihrem Herrschaftsbereich zu untersagen. Aus einer Umfrage vom März 2013, die vom Palestinian Center for Policy and Survey Research (PSR) im Westjordanland und dem Gazastreifen durchgeführt wurde, geht hervor, dass ein Großteil der Befragten nicht an eine Aussöhnung zwischen Fatah und Hamas glaubt:
„Die Auswertung der Umfrage lässt zudem eine dramatische Wende hinsichtlich des Aussöhnungsprozesses zwischen Fatah und Hamas erkennen. Etwa die Hälfte der Öffentlichkeit glaubt nicht an eine Versöhnung unter den derzeitig herrschenden Parteien und knapp drei Viertel der Befragten glaubt sogar, dass eine Aussöhnung unter den aktuellen Umständen, die durch die Einschränkung der Freiheiten von Fatah- bzw. Hamasanhängern gekennzeichnet sind, ganz ausgeschlossen ist.“
Weiter ungelöst blieb auch der Energiekonflikt. Da die Hamas 2012 den Ankauf von Treibstoff für Fahrzeuge und Dieselstromgeneratoren aus Israel verbot, für den die Fatah-geführte Autonomiebehörde Steuern kassiert, und ägyptischer Treibstoff, der von der Regierung in Kairo stark subventioniert wird, von der Hamas mit hohen Steuern belegt wurde, was wiederum Ägypten veranlasste, dagegen zu protestieren und ihre Lieferungen einzustellen, kam es im Gazastreifen immer wieder zu massiven Engpässen. Mittlerweile äußerten viele Palästinenser die Ansicht, dass es auf beiden Seiten Kräfte gebe, die an einem Erhalt des Status quo interessiert seien, um ihre Macht zu erhalten.
Im Laufe des Jahres 2013 gab es erneut Zeichen einer Entspannung im Konflikt. So erlaubte die Hamas im Januar einen feierlichen Umzug zum Gründungsjubiläum der Fatah im Gazastreifen. Wieder aufgenommene Verhandlungen über eine Versöhnung führten zur erneuten Ankündigung, gemeinsame Wahlen veranstalten zu wollen. Im Mai gaben beide Seiten die Vereinbarung einer Frist von drei Monaten bekannt, innerhalb der eine Einheitsregierung gebildet werden soll. Beobachter werteten die Frist jedoch als indirektes Eingeständnis der Verhandlungspartner, sich in zentralen Punkten weiterhin uneins zu sein. Auch Vertreter anderer palästinensischer Fraktionen, die in die Planung zu einer gemeinsamen Wahl eingebunden sind, äußerten sich skeptisch. Zu den Hauptkonfliktpunkten zählte nach wie vor die Zusammenführung bewaffneter Einheiten beider Streitparteien. Nur wenige Tage nach der Vereinbarung entwaffneten Hamas-Einheiten im Gazastreifen eine Gruppe des militärischen Arms der Fatah.

### Versöhnungspakt und Einheitsregierung 2014 und Operation Protective Edge
Fatah und Hamas schlossen am 23. April 2014 in Gaza einen Versöhnungspakt und vereinbarten binnen fünf Wochen eine gemeinsame Einheitsregierung zu bilden. Bis zum Jahresende sollten Präsidents- und Parlamentswahlen abgehalten werden. Der bisherige Premierminister Rami Hamdallah wurde von Präsident Mahmud Abbas damit beauftragt, ein Kabinett zu bilden, dem unabhängige Experten der beiden politischen Strömungen angehören. Die in der Folge stockenden Verhandlungen und auch sonst ausbleibenden konkreten Änderungen der Teilung in zwei palästinensische Herrschaftsbereiche ließen jedoch wie schon bei anderen vorangegangenen Versöhnungspakten Zweifel an dessen praktischem Nutzen aufkommen.
Ein erneuter militärischer Konflikt der Hamas mit Israel und die vorangegangenen Spannungen ab Juni 2014 offenbarten immer noch bestehende, tiefe Gräben zwischen Hamas und Fatah. Vor allem das Gazaner Büro des palästinensischen Innenministeriums war hierbei stark involviert, da es Homepage und Social-Media-Kanäle des Innenministeriums kontrolliert (dieses wird de jure von Fatah-Premier Rami Hamdallah geführt). So postete es „Social-Media-Guidelines“ zum Betreiben von Propaganda und rief die Gazaner dazu auf, sich als menschliche Schutzschilde zu postieren. Auch führte der militärische Arm der Hamas mehrere Exekutionen gegen angebliche Spione durch, ohne von Präsident Abbas die benötigte Bestätigung der Todesurteile einzuholen.

### Krieg in Israel und Gaza 2023/2024
Unter Vermittlung der chinesischen Regierung kommt es am 23. Juli 2024 zu einer Annäherung und Versöhnungsabkommen zwischen der Terrororganisation Hamas und der Fatah.

## Internationale Dimension
Palästinensische Politik wird seit jeher durch arabische, israelische und internationale Einflussnahme geprägt. Dies liegt zum einen an dem hohen regionalen und internationalen geopolitischen Interesse an der Region Palästina und dem Konflikt mit Israel; zum anderen daran, dass die palästinensische Bevölkerung bis heute über keinen funktionierenden Staatsapparat und keine funktionierende Wirtschaft verfügt und somit in weiten Teilen von Subventionen und Spenden abhängig ist. Die Fatah, die sich unter Arafat von den hegemonialen Bestrebungen Ägyptens unter Gamal Abdel Nasser löste und für eine unabhängige, säkulare palästinensische Nation eintrat, wurde während des Kalten Kriegs zunächst als Teil der weltweiten sozialistischen Bewegung wahrgenommen und erhielt entsprechende Zuwendungen von internationalen Verbündeten. In umliegenden arabischen Staaten hingegen war die PLO bzw. Fatah zu der Zeit ein rotes Tuch. Aus Jordanien wurde sie in den 1970er Jahren blutig vertrieben, im Libanon trug sie maßgeblich zum jahrzehntelangen Bürgerkrieg bei, auch von Syrien wurde sie bekämpft.
Nach Ende des Kalten Kriegs und der Niederschlagung der Ersten Intifada führte Arafat die Fatah zu erfolgreichen Friedensverhandlungen mit Israel. Seit 1993 wurde die Fatah damit von westlichen Staaten als legitimer Vertreter palästinensischer Interessen akzeptiert und forthin umfangreich finanziell unterstützt. In die Zeit der Ersten Intifada fällt auch die Geburtsstunde der Hamas. Insbesondere das Bündnis der Fatah mit Israel und dem Westen, aber auch die Korruption und Misswirtschaft der Fatah trug zum Aufstieg der Hamas bei, die schon bald von antiwestlichen Staaten wie der Islamischen Republik Iran und Syrien finanziell und ideologisch unterstützt wurde, während arabische Staaten wie Ägypten, Jordanien und Saudi-Arabien die Nähe zum Westen suchen und die islamistische Bewegung, der die Hamas angehört, auch in ihren eigenen Ländern bekämpfen. Diese Staaten verfolgen deshalb eine Fatah-freundliche Politik. Der Streit um die arabische Haltung gegenüber den beiden palästinensischen Fraktionen gipfelte 2009 darin, dass Ägypten, Jordanien und Saudi-Arabien neben anderen Staaten einer Sitzung der Arabischen Liga fernblieben, in der die Hamas einseitig von jeder Schuld für den Gazakrieg 2009 freigesprochen wurde und nach der Katar seine diplomatischen Beziehungen zu Israel abbrach. Die Spaltung wird auch im Medienbereich, etwa am Beispiel der zwei bekanntesten arabischen TV-Sender, deutlich. Während der staatlich kontrollierte katarische Sender Al Jazeera seit einiger Zeit eine Hamas-freundliche Berichterstattung ausstrahlt und Hamas-Kämpfer während des Gazakriegs als Märtyrer und Helden feierte, berichtete der saudische Sender al-Arabiya deutlich distanzierter. In einem Interview gab der Geschäftsführer des Senders der Hamas die Schuld an der Eskalation.